# Aston Magna
Aston Magna är en liten by (hamlet) på landsbygden i norra Gloucestershire, Sydvästra England, mellan Moreton-in-Marsh och Shipston-on-Stour. Den är belägen längs den gamla romerska vägen Fosse Way.